# ヤマハコース
ヤマハコース（袋井テストコース）は、静岡県袋井市にある車両テスト場。自動車やモーターサイクル用のロードコースと、スノーモービルなどの実験施設を持つ。併設施設として、騒音コース等があり、車両開発の拠点を形成している。

## 袋井テストコースについて
社内呼称は、ヤマハコース。1969年（昭和44年）2月10日に開所された。1周約6000m。

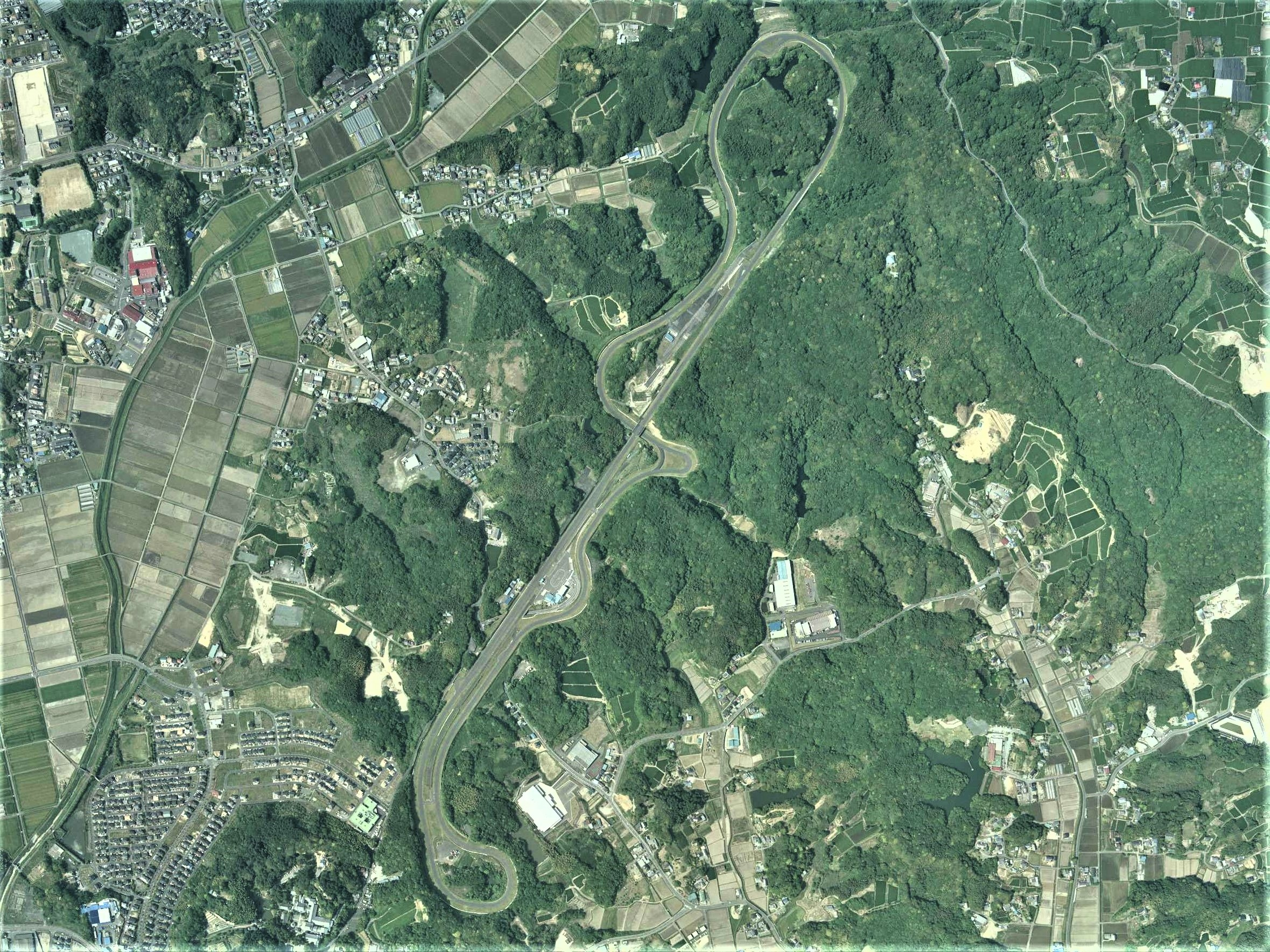
ヤマハ袋井テストコース付近の空中写真。2009年5月2日撮影。。

## コースレイアウト
メインストレートから左回りに1コーナー、スプーンカーブ、S字、ヘアピンカーブ、立体交差をくぐって右回りに変わる。100R、逆S字、シケイン、最終コーナーを経て再びメインストレートに戻る。全体では8の字状となっているが、立体交差を持つテストコースは世界的にも珍しい。
また、毎年トヨタ・2000GT オーナーズミーティングが行われるなど、一般にも開放されている。（マツダの三次自動車試験場や、日産自動車の栃木テストコースなども、同様に一般開放されている。）

## 福澤幸雄の死亡事故
袋井テストコースの開設から僅か2日後、死亡事故が発生した。トヨタ自動車の日本グランプリ対策としてトヨタ・7を練習走行をしていた福澤幸雄(トヨタの契約ドライバー)が、ホームストレートから1コーナーに向かった直後にコースアウトし鉄柱に激突して炎上した。後に福澤幸雄は、激突時の衝撃で即死状態だったことが明らかにされた。

## アクセス
静岡県袋井市村松1771-6 - 東名高速道路「袋井IC」から約4km